# Огородники (Гомельская область)
Огородники (бел. Агароднікі) — деревня в Юровичском сельсовете Калинковичского района Гомельской области Белоруссии.

## География

### Расположение
В 35 км на северо-восток от районного центра и железнодорожной станции Калинковичи (на линии Гомель — Лунинец), 157 км от Гомеля.

### Гидрография
На юге, востоке и севере мелиоративные каналы.

## Транспортная сеть
Транспортные связи по просёлочной, затем автомобильной дороге Гомель — Лунинец. Планировка состоит из прямолинейной улицы, ориентированной с юго-запада на северо-восток, к которой с северо-запада присоединяется короткая улица. Застройка деревянная, усадебного типа.

## История
В 1958 году в деревне найден клад монет, относящийся к 1635 году, что свидетельствует о деятельности человека в этих местах с давних времён. По письменным источникам известна с XVIII века как селение в Речицком повете Минского воеводства Великого княжества Литовского. После 2-го раздела Речи Посполитой (1793 год) в составе Российской империи. В 1811 году во владении Аскерко. В 1879 году упоминается в числе селений Алексичского церковного прихода. Согласно переписи 1897 года действовали школа грамоты, хлебозапасный магазин, 2 ветряные мельницы. В 1908 году в Юровичской волости Речицкого уезда Минской губернии.
С 8 декабря 1926 года до 9 июня 1927 года центр Огороднического сельсовета Юровичского района Речицкого, с 9 июня 1927 года Мозырского округов. В 1929 году организованы колхозы «Красный партизан» и имени В. М. Молотова, работала начальная школа (в 1935 году 143 ученика), 2 кузницы, паровая мельница, ветряная мельница. Во время Великой Отечественной войны в боях около деревни погибли 88 советских солдат и партизан (похоронены в братской могиле на кладбище). 74 жителя погибли на фронте. Согласно переписи 1959 года центр колхоза имени В. И. Чапаева. Расположены 9-летняя школа, клуб, библиотека, фельдшерско-акушерский пункт, детские сад-ясли, магазин, отделение связи.
До 28 ноября 2013 года входила в Берёзовский сельсовет. После упразднения сельсовета присоединена к Юровичскому сельсовету.

## Население
- 1834 год — 17 дворов.
- 1897 год — 77 дворов, 500 жителей (согласно переписи).
- 1908 год — 85 дворов, 580 жителей.
- 1930 год — 150 дворов, 731 житель.
- 1959 год — 465 жителей (согласно переписи).
- 2004 год — 97 хозяйств, 236 жителей.